# Musa aurantiaca
Musa aurantiaca là một loài thực vật có hoa trong họ Musaceae. Loài này được G.Mann ex Baker mô tả khoa học đầu tiên năm 1893.